# BanCorreos
BanCorreos fue una entidad española de servicios financieros, ofrecidos a través de la red de oficinas de Correos.
El Estado español sacó a concurso público en 1999, la explotación de los servicios financieros de la red postal, con el objetivo de encontrar para dicha actividad un socio bancario a la Sociedad Estatal Correos y Telégrafos. Concurso que ganará el banco alemán Deutsche Bank, creándose entonces la entidad Correos @gente Deutsche Bank, participada a medias por la Sociedad Estatal Correos y Telégrafos (Correos) y Deutsche Bank y que años después pasará a llamarse Bancorreos.
BanCorreos es la "sucesora" de la Caja Postal de Ahorros (Caja Postal) inaugurada en 1916 e incorporada en 1991 a Argentaria (Corporación de diversas entidades financieras del sector público) privatizada en 1993 y 1998, fusionada en 1999 con el Banco Bilbao Vizcaya, formando el BBVA.
Hasta el 16 de marzo de 2016, en todas las oficinas de Correos se prestaban los servicios bancarios como agente financiero de Deutsche Bank, destacando que en las oficinas principales de las capitales de provincia además de ciudades de importante relevancia existía una persona especializada en estos servicios, llamado gestor bancario.
La capilaridad de la red de oficinas de Correos tiene como consecuencia que Correos está presente en cualquier rincón de España y así Bancorreos, sirviendo de complemento para la prestación de los servicios de banca retail para Deutsche Bank.
A principios de 2016 Deutsche Bank comunica su intención de potenciar su negocio de banca personal en detrimento del retail llegando a un acuerdo con Correos para terminar su alianza. A partir del 17 de marzo los clientes Bancorreos pasan a ser atendidos exclusivamente en la red de Deutsche Bank.
BanCorreos no tenía ficha bancaria propia, sino que actuaba como agente financiero de Deutsche Bank.